# NGC 593
NGC 593 is een lensvormig sterrenstelsel in het sterrenbeeld Walvis. Het hemelobject werd op 2 november 1882 ontdekt door de Franse astronoom Édouard Jean-Marie Stephan.

## Synoniemen
- PGC 5733
- MCG -2-5-3